# Modelo de programación
Un modelo de programación es un modelo de ejecución acoplado a una API o a un patrón particular de código. En este estilo, en realidad hay dos modelos de ejecución en juego: el modelo de ejecución del lenguaje de programación base y el modelo de ejecución del modelo de programación. Un ejemplo es Spark, donde Java es el lenguaje base y Spark es el modelo de programación. La ejecución puede basarse en lo que parecen ser llamadas a bibliotecas. Otros ejemplos son la biblioteca POSIX Threads y MapReduce de Hadoop. En ambos casos, el modelo de ejecución del modelo de programación es diferente al del lenguaje base en el que está escrito el código. Por ejemplo, el lenguaje de programación C no tiene ningún comportamiento en su modelo de ejecución para entrada/salida o comportamiento de hilos. Pero dicho comportamiento puede invocarse desde la sintaxis C, haciendo lo que parece ser una llamada a una biblioteca C normal.
Lo que distingue a un modelo de programación de una biblioteca normal es que el comportamiento de la llamada no puede entenderse en términos del lenguaje en el que está escrito el programa. Por ejemplo, el comportamiento de las llamadas a la biblioteca de hilos POSIX no puede entenderse en términos del lenguaje C. La razón es que la llamada invoca un modelo de ejecución que es diferente del modelo de ejecución del programa. La razón es que la llamada invoca un modelo de ejecución que es diferente del modelo de ejecución del lenguaje. Esta invocación de un modelo de ejecución externo es la característica definitoria de un modelo de programación , en contraste con un lenguaje de programación.
En computación paralela, se utiliza una API para invocar los comportamientos del modelo de ejecución paralela, lo que permite programar en modelos de programación paralela en lugar de lenguajes paralelos. Existe la creencia equivocada de que un modelo de programación solo se ajusta al hardware específico.